# 吉爾特·霍夫斯塔德
吉爾特·霍夫斯塔德（英語：Gerard Hendrik Hofstede 或 Geert Hofstede，1928年10月2日—2020年2月12日）是一名荷兰社会学家、心理学家。

## 生平
1928年出生于荷兰哈勒姆，毕业于代尔夫特理工大学，后任教于蒂尔堡大学和马斯特里赫特大学。他在管理IBM期間，研究並發表了”各國間的霍夫斯塔德行為模式（Hofstede’s Model of National Culture）”，主要談及不同國家的文化異同如何影響管理層的決策。
2020年2月12日病逝，享壽91歲。